# Wir haben vergessen zurückzukehren
Wir haben vergessen zurückzukehren ist ein Dokumentarfilm  von Fatih Akin innerhalb einer unregelmäßig fortgesetzten Reihe von semi-dokumentarischen Spiel- und Fernsehfilmen des Bayerischen und des Westdeutschen Rundfunks unter dem Obertitel Denk ich an Deutschland…
Der sechzigminütige Film aus dem Jahr 2001 ist die erste dokumentarische Arbeit des bekannten Spielfilmregisseurs. Von Hamburg-Altona ausgehend erzählt Akin die als exemplarisch zu verstehende Geschichte der Einwanderung seiner Eltern rückwärts. Der Fernsehfilm wurde auch auf Festivals gezeigt, z. B. im Rahmen des 19. Münchner Dokumentarfilmfestivals. 

## Handlung
1965 war Akins Familie dem Ruf gefolgt, als „Gastarbeiter“ in die Bundesrepublik Deutschland zu kommen. Erst der Vater allein, nach drei Jahren kam dann die Mutter nach. Zunächst war der Aufenthalt in dem fremden Land nur für zwei Jahre geplant. Für den Vater fast unerklärlich wurden daraus fünfunddreißig Jahre: „Wir haben einfach vergessen, zurückzukehren“, kommentiert er, noch zur Zeit der Dreharbeiten des Filmes in derselben Fabrik arbeitend, deren Anwerbung er in den 1960er Jahren gefolgt war, das ungeplant lange Bleiben in Deutschland exemplarisch für viele türkische Familien.   
Mit Hilfe von Interviews und Anekdoten malt Akin ein komplexes Bild deutsch-türkischen Lebens in Deutschland und der Türkei, das für jedes seiner Familienmitglieder anders aussieht; die Spurensuche führt den Regisseur von seinem Geburtsort Hamburg aus über Istanbul in das türkische Dorf, aus dem die Familie Akın stammt.

## Kritiken
„Nun hat Akin einen sehr persönlichen Einwanderungsfilm aus Sicht der zweiten Generation gedreht und stellt ein komplexes Bild seiner Familie vor, die in Deutschland heimisch und der die Türkei zum Teil fremd geworden ist, die aber auch den Verlust ihrer kulturellen Identität hinterfragt. Für die Kinder, die besser Deutsch als Türkisch sprechen und dies mittlerweile bedauern, wird erst retrospektiv der Mut deutlich, der damals nötig war, sich eine Existenz in einer fremden Kultur aufzubauen.“

„Der erste Dokumentarfilm Akins ist zwar kleiner und ruhiger, aber dennoch eine typische Akin-Geschichte geworden. Von Altona über Istanbul führt die Reise diesmal in das türkische Heimatdorf der Familie Akin – eine spiegelverkehrte Rückschau. Entstanden ist ein stimmungsvoller, sehr persönlicher Film über die Familie des Regisseurs, die dem Aufruf, als Gastarbeiter nach Deutschland zu kommen, 1965 gefolgt war.“